# رود ادن
رود ادن رودی است به Solway Firth می‌ریزد. این رود از کشور بریتانیا می‌گذرد.